# Terrell Stoglin
Terrell DeVon Stoglin (Tucson, 10 novembre 1991) è un cestista statunitense.

## Carriera
Dopo aver frequentato la Santa Rita High School (29,4 punti, 6,4 assist e 2,6 recuperi a partita) ha disputato due stagioni in NCAA con i Maryland Terrapins. Nella seconda annata universitaria ha totalizzato 21,6 punti di media con 3,4 rimbalzi e 1,9 assist a partita risultando uno dei migliori realizzatori della ACC Conference. Nell'autunno 2012, dopo aver tentato la carta NBA disputando la Summer League a Las Vegas con i Toronto Raptors, ha firmato un contratto con l'Ilysiakos Atene. Nel campionato greco si è confermato buon realizzatore con 19,9 punti di media. Lo scorso anno è approdato in Francia a Cholet dove ha giocato 15 partite in campionato (15,6 punti con 2,5 rimbalzi, 2,5 assist) e 7 in EuroChallenge (15,6 punti, 2,9 rimbalzi, 2,7 assist). A gennaio ha lasciato la Francia per l'Ucraina dove è stato ingaggiato dall'Azovmash Mariupol, squadra con la quale ha disputato due gare di campionato (19,5 punti, 4,5 rimbalzi, 4,5 assist) e una di VTB League (29 punti, 2 rimbalzi, 3 assist e 2 recuperi). Successivamente è passato in Polonia allo Stelmet Zielona Góra: per Stoglin qui due presenze con 10 punti di media. Il 4 aprile 2014 sbarca in Italia con la maglia della Pallacanestro Varese.